# Carlos María de Santiago
Carlos María de Santiago (Montevideo, 14 de marzo de 1875 - 13 de julio de 1951) fue un pintor y diplomático uruguayo especializado en paisajismo.

## Biografía
Sus padres fueron Felipe de Santiago y Natalia Vázquez. Se graduó en la Universidad de Montevideo en 1897 donde realizó cursos de Artes Plásticas.
Obtuvo una beca del Gobierno en 1904 para perfeccionar sus estudios en Europa, allí tuvo la oportunidad de realizar estancias en Madrid y en Paris. Regresó a Uruguay en 1908.

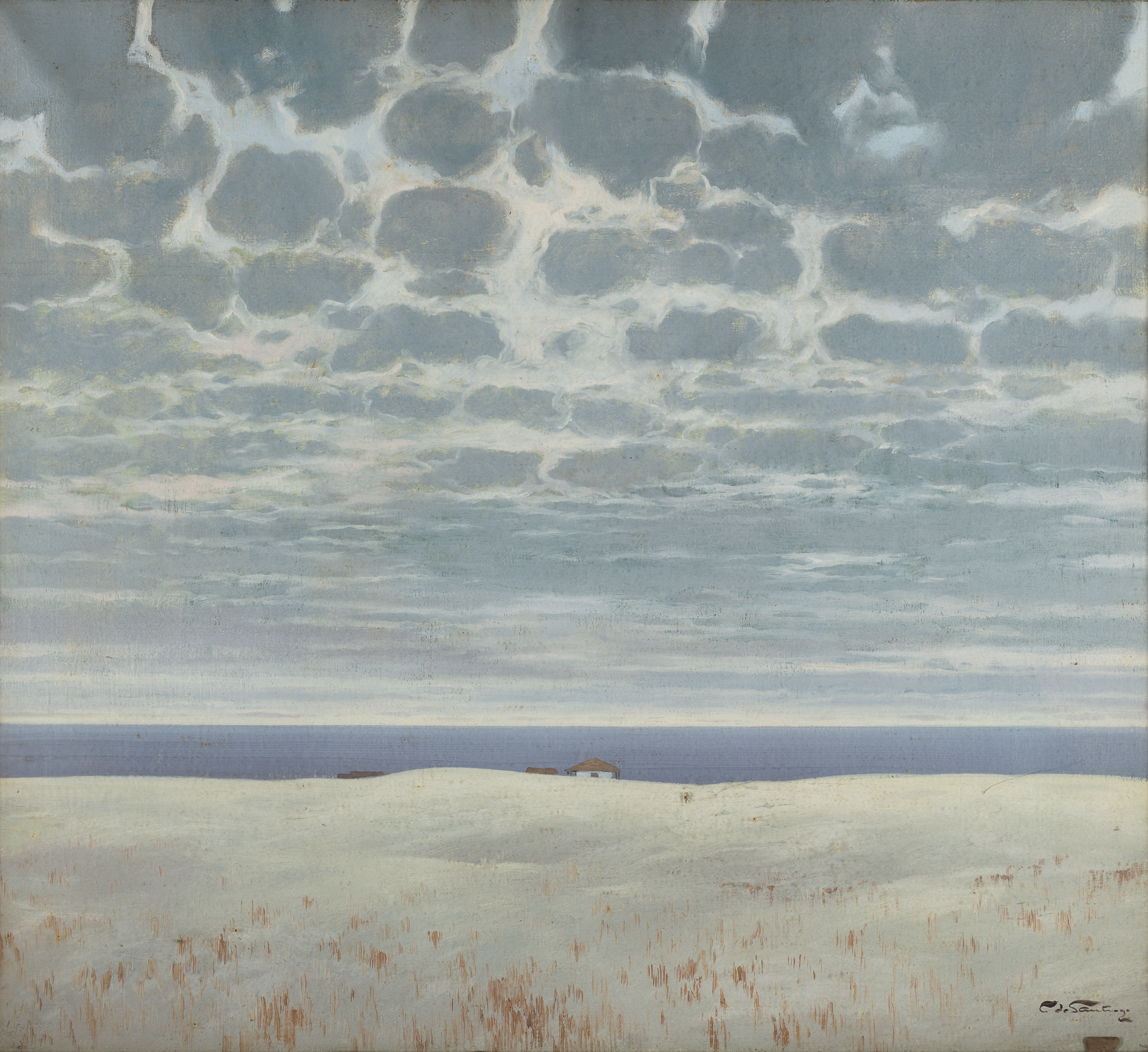
Carlos de Santiago - Cielo Empedrado

En 1905 ingresó al Servicio Diplomático de Uruguay cumpliendo tareas en Colombia y Venezuela en 1928, en Paraguay en 1933 y en Chile en 1936.

## Premios y condecoraciones
- Orden del Imperio Británico
- Orden de Boyacá, Colombia
- Orden del Mérito, Chile